# Quadrophonia

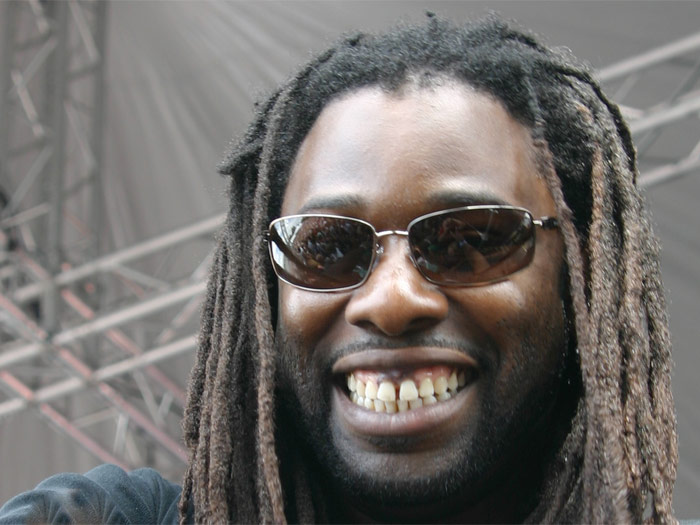
Lucien Foort

Quadrophonia war ein Techno-Projekt der frühen 1990er Jahre, bestehend aus dem niederländischen DJ, Produzenten und Remixer Lucien Foort und dem belgischen DJ Olivier Abbeloos (* 18. Januar 1969). Die beiden Protagonisten arbeiteten auch als Warp Factor 1, Holographic Hallucination, Orion und Dynetic zusammen.

## Bandgeschichte
Ende 1990 erschien die erste Single Quadrophonia, die im Frühjahr 1991 zum größten Erfolg des gleichnamigen Duos wurde. Das Lied mit gesampelten Bleeps (Piepstönen) aus Yellow Magic Orchestras Computer Games und Sounds aus 16 BITs Changing Minds schaffte den Sprung in die niederländischen und englischen Top 20 sowie auf Platz 7 der Billboard Dance Music/Club Play Singles. In Deutschland reichte es für eine Top-40-Platzierung.
Mit The Wave of the Future folgte im Sommer des Jahres ein zweiter Hit. Der Track, in dem Samples aus Raw Silks Do It to the Music und Eric B. & Rakims Let the Rhythm Hit ’Em verarbeitet sind, platzierte sich in den Top 30 der Schweiz, den Top 40 in England und auf Platz 13 der Dance Music/Club Play Singles.
Die dritte Auskopplung vom Album Cozmic Jam, Find the Time (Part 1), stieg zum Jahresende kurzzeitig in die Charts im Vereinigten Königreich. Bis 1993 erschienen noch einige Quadrophonia-Singles, die jedoch nicht an frühere Erfolge anknüpfen konnten. Lediglich Schizofrenia brachte das Projekt 1992 ein weiteres Mal unter die Dance Music/Club Play Singles, diesmal auf Platz 9.
Foort und Abbeloos veröffentlichten bis 1996 weitere gemeinsame Produktionen unter verschiedenen Pseudonymen und wandten sich anschließend anderen Projekten zu.

## Diskografie

### Album
- 1991: Cozmic Jam

### Singles
- 1990: Quadrophonia
- 1991: The Wave of the Future
- 1991: Find the Time (Part 1)
- 1992: Schizofrenia – The Worst Day of My Life
- 1992: The Man with the Mastermixes
- 1993: Warp Factor One
- 1993: Moondance
- 1993: Intergalactic Crosstalk (Amazonia)

als Warp Factor 1
- 1993: People (Don’t Make Me Wait)
- 1993: Care 4 Me

als Holographic Hallucination
- 1993: Dark Tales of X-Perimental Madness
- 1994: Hypno

als Orion
- 1994: Untitled

als Dynetic
- 1996: Smoke / Depth / Changing Forces